# Bình Thạnh, thành phố Hồng Ngự
Bình Thạnh là một xã thuộc thành phố Hồng Ngự, tỉnh Đồng Tháp, Việt Nam.

## Địa lý
Xã Bình Thạnh nằm ở phía đông thành phố Hồng Ngự, có vị trí địa lý:
- Phía đông giáp huyện Tân Hồng
- Phía tây giáp xã Tân Hội và phường An Thạnh
- Phía nam giáp các phường An Bình A và An Bình B
- Phía bắc giáp Campuchia.

Xã có diện tích 48,36 km², dân số năm 1999 là 8.693 người, mật độ dân số đạt 180 người/km².

## Hành chính
Xã Bình Thạnh được chia thành 6 ấp: Bình Hòa, Bình Chánh, Bình Hưng, Bình Thành A, Bình Thành B và Bình Lý.

## Lịch sử
Sau năm 1975, Bình Thạnh là một xã thuộc huyện Hồng Ngự.
Ngày 22 tháng 4 năm 1989, Hội đồng Bộ trưởng ban hành Quyết định 41-HĐBT. Theo đó:
- Điều chỉnh 1.752 ha diện tích tự nhiên và 1.450 người của xã Bình Thạnh về huyện Tân Hồng mới thành lập (nay là một phần các xã Bình Phú và Tân Công Chí thuộc huyện Tân Hồng)
- Điều chỉnh 139 ha diện tích tự nhiên và 2.540 người của xã Bình Thạnh về thị trấn Hồng Ngự quản lý.

Sau khi điều chỉnh địa giới hành chính, xã Bình Thạnh còn lại 5.409 ha diện tích tự nhiên và 5.634 người.
Ngày 23 tháng 12 năm 2008, Chính phủ ban hành Nghị định 08/NĐ-CP. Theo đó, thành lập thị xã Hồng Ngự từ một phần diện tích và dân số của huyện Hồng Ngự, xã Bình Thạnh thuộc thị xã Hồng Ngự.
Ngày 18 tháng 9 năm 2020, Ủy ban Thường vụ Quốc hội ban hành Nghị quyết 1003/NQ-UBTVQH14 thành lập thành phố Hồng Ngự trên cơ sở toàn bộ diện tích và dân số của thị xã Hồng Ngự, xã Bình Thạnh thuộc thành phố Hồng Ngự như hiện nay.